# Кортеллези, Паола
Паола Кортеллези (род. 24 ноября 1973 года, Рим, Италия) — итальянская актриса, сценарист, комик, телеведущая и пародист.

## Биография
Паола Кортелеззи родилась 24 ноября 1973 года в Риме. В 13 лет впервые появилась на экране в музыкальном телешоу «Indietro tutta!» (ит.). В 19 лет поступила в актерскую школу. В 2011 году сыграла главную роль в фильме «Секс — за деньги, любовь — бесплатно» (англ.), за что получила премию Давид ди Донателло в номинации «Лучшая женская роль».
1 октября 2011 года Паола Кортеллези вышла замуж за режиссера и сценариста Риккардо Милани (англ.). У пары есть дочь Лора, которая родилась 24 января 2013 года.

## Фильмография
- Три придурка и удача (2000)
- Любить или не любить (2001)
- Se fossi in te (2001)
- Un altr’anno e poi cresco (2001)
- Верхом на тигре (2002)
- Хороший друг (2002)
- Прошлое будущее (2003)
- Там, где находится душа (2003)
- Senza freni (2003)
- Natale a casa Deejay — A Christmas Carol (2004)
- Ты знаешь Клаудию ? (2004)
- Ничего не обещай сегодня вечером (2006)
- Мария Монтессори: Жизнь ради детей (ТВ, 2007)
- Пиано, соло (2007)
- Две партии (2009)
- Физика воды (2009)
- Мужчины против женщин (2010)
- Вещи, которые остаются (мини-сериал, 2010)
- Женщины против мужчин (2011)
- Секс — за деньги, любовь — бесплатно (2011)
- Кто-то говорит «нет» (2011)
- Босс в гостиной (2013)
- Под счастливой звездой (2014)
- Извините, если я существую! (2014)
- Декамерон (2015)
- И последние не станут первыми (2015)
- Между нами, девочками (2016)
- Мама или папа? (2017)
- Как кошка на дороге (2017)
- Добро пожаловать в Рим (2017)
- Антарктика (2018)
- Добро пожаловать в Рим. Новые приключения (2021)

## Награды и номинации
На кинопремии Давида ди Донателло:
- Номинация на лучшую женскую роль второго плана за «Пиано, соло» (2008)
- Лучшая актриса главной роли за «Секс — за деньги, любовь — бесплатно» (2011)
- Номинация на лучшую женскую роль за «Под счастливой звездой» (2014)
- Номинация на лучшую мужскую роль за «Извините, если я существую!» (2015)
- Номинация на лучшую женскую роль за «И последние не станут первыми» (2016)
- Номинация на лучшую женскую роль за «Как кошка на дороге» (2018)